# Albert von Holleben (général)
Ne doit pas être confondu avec Albert von Holleben (homme politique).
Albert Hermann Ludwig von Holleben (né le 24 avril 1835 à Erfurt et mort le 1er janvier 1906 à Naumbourg) est un général d'infanterie prussien et un écrivain militaire.

## Biographie

### Origine
Ses parents sont le capitaine prussien Wilhelm von Holleben (1802–1843) et son épouse Louise, née von Selchow (1811–1886). Son frère cadet est le lieutenant-général prussien Wilhelm von Holleben (de) (1840-1912).

### Carrière militaire
Holleben fait ses études dans une école de cadets et le 27 avril 1852, il est nommé portepeefähnrich dans le 2e régiment à pied de la Garde de l'armée prussienne. Devenu sous-lieutenant en 1853, il travaille comme professeur à la Maison des cadets de Culm entre 1857 et 1859. En tant que premier lieutenant, Holleben participe à la guerre contre l'Autriche en 1866. Récompensé de l'ordre de l'Aigle rouge de 4e classe avec épées, il est promu capitaine après la fin de la guerre et devient chef de la 2e compagnie. Le 10 mars 1870, il est transféré à l'état-major général. Pendant toute la durée de la situation mobile pendant la guerre contre la France en 1870/71, Holleben est dans l'état-major général de la 1re division d'infanterie de la Garde. Il y est promu major le 22 décembre 1870 et reçoit les deux classes de la croix de fer pour ses services.
De 1872 à 1874, il travaille à l'état-major général du 3e corps d'armée et entre 1874 et 1878 dans celui du 10e corps d'armée. En 1878, il devient chef d'état-major général du 4e corps d'armée. Le 16 septembre 1881, il est promu colonel . À partir de 1883, Holleben est chef de département au Grand État-major jusqu'à sa nomination au poste de chef d'état-major général du Corps de la Garde le 24 novembre 1885 et, à ce titre, il est promu au grade de général de division le 4 décembre 1886. Dans cette fonction, Holleben est , entre autres, membre de la commission d'études de l'Académie de guerre et, à partir de 1888, d'une commission pour la révision du règlement d'exercice de l'infanterie. Le 18 janvier 1887, il est nommé commandant de la 3e brigade d'infanterie de la Garde. Après deux ans, en 1889, il est transféré à l'état-major de l'armée comme quartier-maître général et promu lieutenant-général. Du 4 novembre 1890 au 17 avril 1893, Holleben commande la 1re division de la Garde à Berlin. Il est ensuite promu officier de l'armée et nommé gouverneur de Mayence le 10 juin 1893. À ce titre, Holleben est promu général d'infanterie le 27 janvier 1894 et reçoit la Grand-Croix de l'ordre de l'Aigle rouge avec feuilles de chêne et épées sur l'anneau en août 1898. En approbation de sa demande de démission, il reçoit sa pension légale le 6 novembre 1898. En plus de ses obligations militaires, il est également actif en tant qu'écrivain.

### Famille
Holleben se marie avec Clara Schmeckel (née en 1838) le 22 octobre 1859 à Berlin. Le mariage donne naissance à deux fils : Wilhelm (1860–1915) et Kurt (1862–1910), ainsi qu'à deux filles : Ilse (née en 1867) et Hertha (née en 1872).

## Publications
- Die Pariser Commune 1871 unter den Augen der deutschen Truppen. Berlin 1897 (über die Commune de Paris)
- Aus den Hinterlassenen Papieren des Generals der Infanterie von Holleben. Berlin 1867 (aus den Papieren seines Onkels Heinrich von Holleben, 1784–1864)